# Eremo delle Carceri
Eremo delle Carceri est un complexe ermitage situé à  791 m d'altitude sur le flanc  du mont Subasio en Ombrie, à quatre kilomètres au-dessus d’Assise.

## Histoire
Le nom Carceri vient du latin carceres, qui signifie « lieux isolés » ou « prisons ». Les marches et les arcs de la gorge forment un trou en forme de quadrilobe dans la pierre rose lisse, une grotte naturelle (le « trou du diable »).
Au XIIIe siècle, saint François d'Assise venait souvent dans cet endroit pour prier et contempler, comme le faisaient d’autres ermites avant lui. Quand il entra pour la première fois en 1205, le seul bâtiment était un minuscule oratoire du XIIe siècle. D'autres hommes le suivirent dans la montagne, trouvant leurs propres grottes à proximité pour y prier. L’oratoire est devenu Santa Maria delle Carceri d'après les petites « prisons » occupées par les frères de la région.
Le site et l'oratoire ont probablement été donnés à saint François par les bénédictins en 1215, en même temps qu'ils lui ont cédé la Portioncule en contrebas dans la vallée. François s'est consacré à une vie de prédication et de missions, mais tout au long de sa vie, il se retirait fréquemment pour prier aux Carceri.
Vers 1400, saint Bernardin de Sienne construisit un petit couvent comprenant un petit chœur et un simple réfectoire. Les stalles en bois d'origine du chœur et les tables du réfectoire, qui datent du XVe siècle, sont visibles sur le site. Il a également agrandi l'ancienne chapelle en construisant une petite église, également appelée Santa Maria delle Carceri qui contient une fresque du retable de la Vierge à l’Enfant.
Au cours des siècles, divers bâtiments ont été ajoutés autour de la grotte Saint-François et de l'oratoire d'origine, formant ainsi le vaste complexe existant occupé par les franciscains et qui accueille les visiteurs.
Près de l'ermitage se trouve un pont de pierre et un vieux chêne. Selon la légende, c'est ici que saint François a prêché aux oiseaux perchés dans les branches du chêne.

## Complexe
Une variété de bâtiments a été ajoutée autour de la grotte et de l'oratoire d'origine, créant ainsi un grand complexe.
- L'entrée : De l'entrée, un petit tunnel mène à une cour et à un puits, qui aurait fourni de l'eau après une prière de saint François. La porte marquée Santuario mène à l'oratoire du XVe siècle construit par Bernardin de Sienne[3],[2].
- Saint Bernardin a également construit un petit couvent, qui comprend un petit chœur avec des stalles en bois datant du XVe siècle et un simple réfectoire avec les tables d'origine. Ces deux zones ne peuvent être visitées qu'en compagnie d'un frère de la communauté.
- La Cappella della Madonna du XIIe siècle, avec une fresque du retable de la Vierge à l’Enfant.
- La grotte de saint François, où le saint a prié et dormi sur un lit de pierre pendant sa retraite vers la fin de sa vie.
- Le trou du diable : par une autre porte, les visiteurs pénètrent dans un petit porche et juste à l'extérieur se trouve un trou en forme de quadrilobe dans la pierre rose lisse dans lequel saint François aurait jeté un démon qui « tentait » frère Rufino[2].

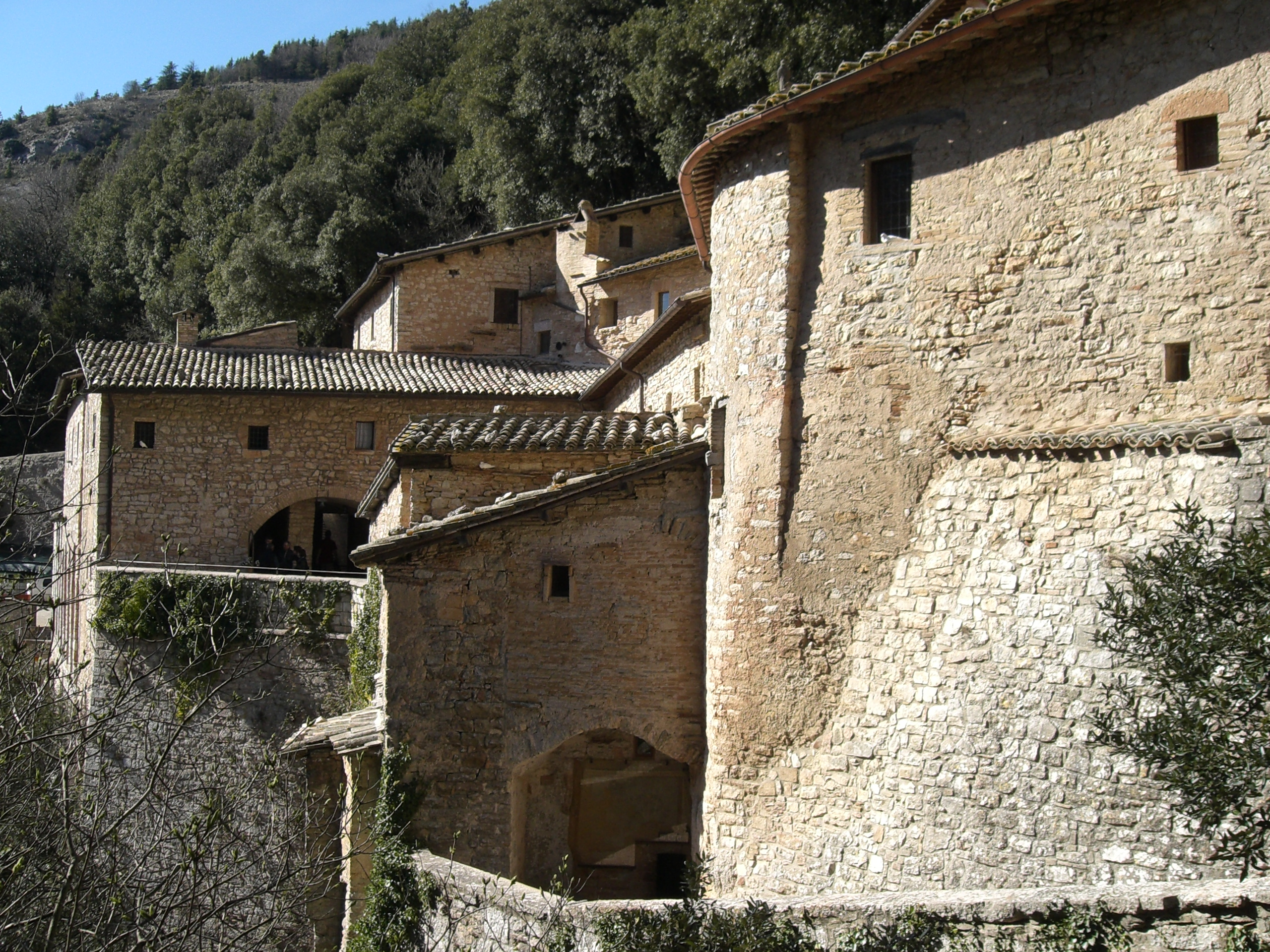
Eremo delle Carceri.
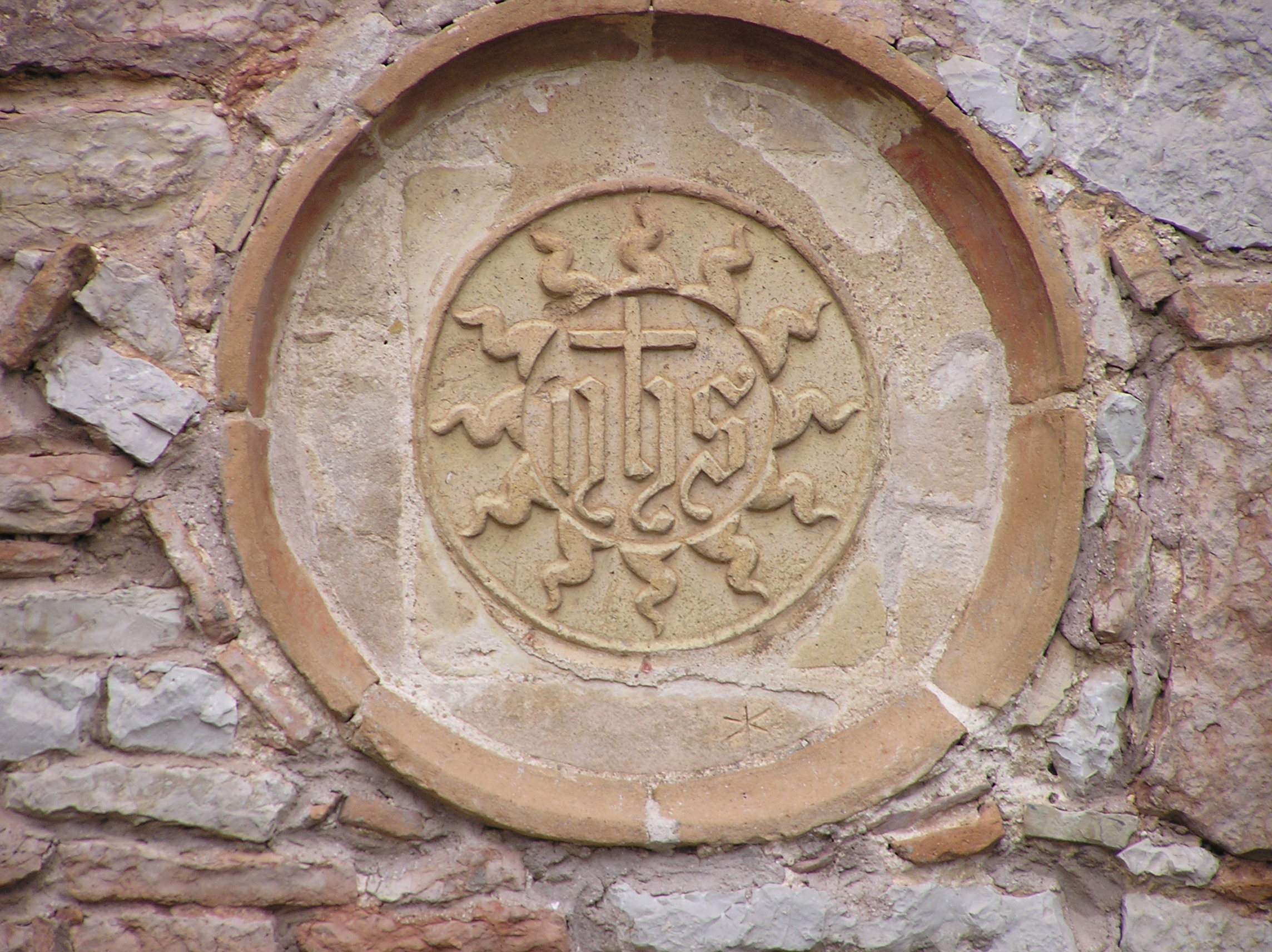
Sceau de saint Bernardin de Sienne sur le mur extérieur.
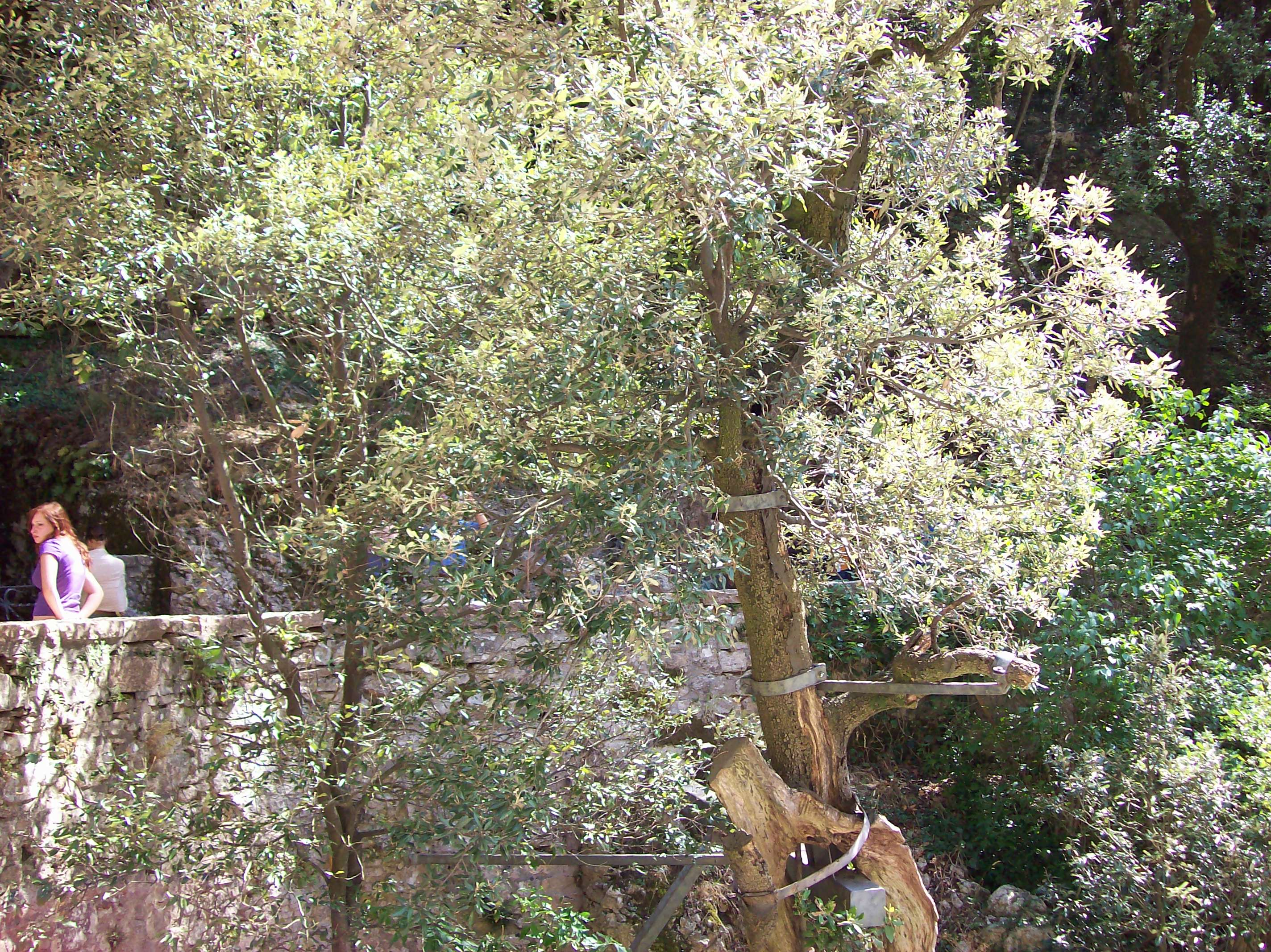
Arbre historique près de la grotte.